# Accessorio

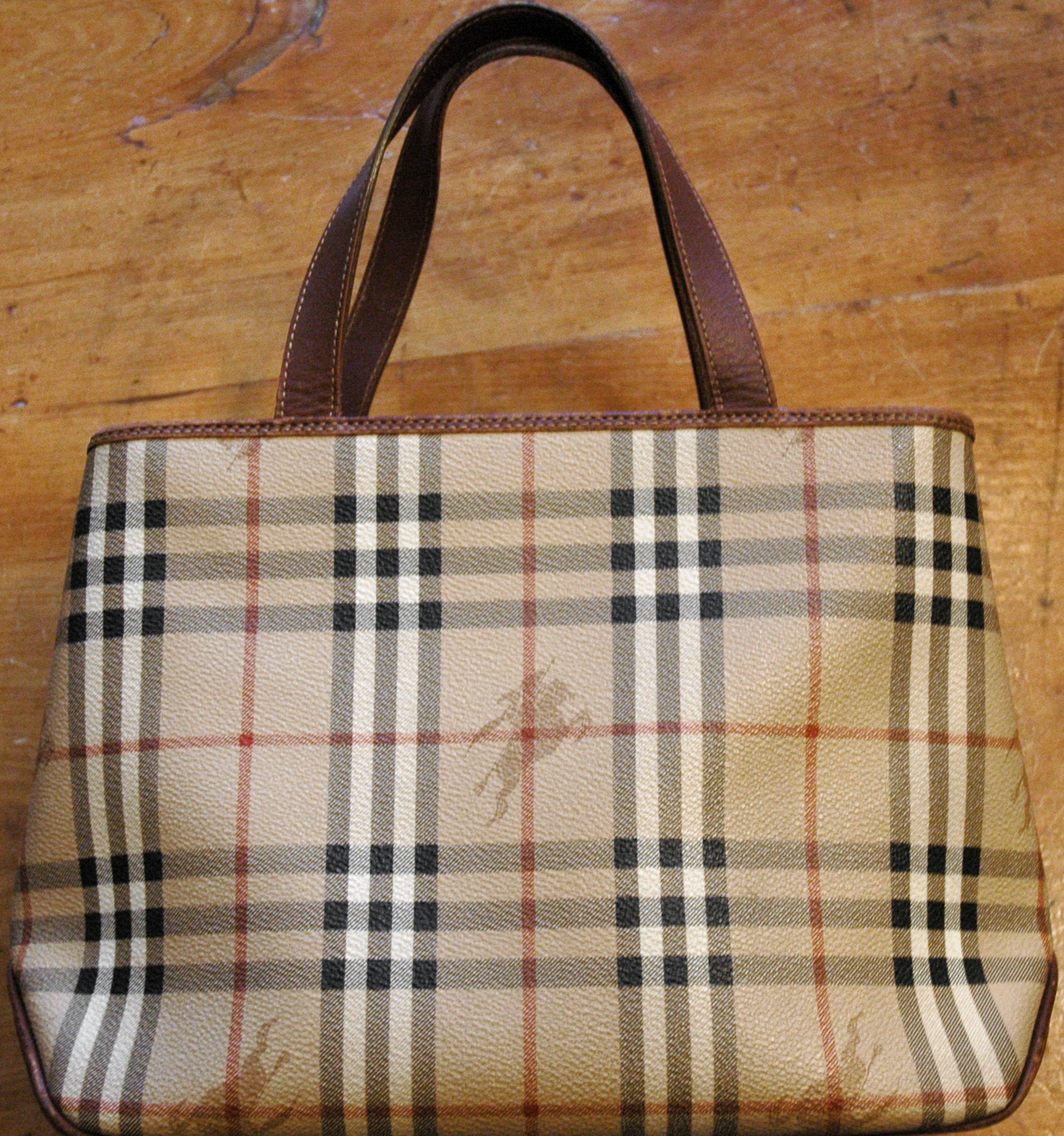
Una borsetta Burberry.

L'accessorio è un oggetto decorativo e spesso anche funzionale, che integra l'abbigliamento.
Sono considerati accessori gioielli, guanti, borse, cappelli, cinture, sciarpe, orologi, occhiali da sole, spille, calze, cravatte, scaldamuscoli, leggings e bretelle. Benché quasi tutti gli accessori abbiano una funzione propria (riscaldare, coprire, mantenere ecc.), lo scopo complessivo degli accessori è aggiungere colore e stile all'abbigliamento, e creare un determinato look.
A partire dagli anni 2000 sono stati inclusi nella categoria di accessori moda anche alcuni oggetti che normalmente non vengono considerati come parte dell'abbigliamento come i telefonini o i lettori MP3. In alcune correnti di moda hollywoodiane il concetto di accessorio è stato esteso anche ad alcuni tipi di cani di piccole dimensioni.
La maggior parte degli accessori sono prodotti dalle stesse case produttrici di abbigliamento, ad esclusione dei gioielli, orologi, occhiali ed, in parte, borse. Tuttavia, soprattutto negli ultimi anni sono aumentati i marchi che concentrano la propria produzione sugli accessori, o addirittura su singole tipologie di accessori.
Alcuni accessori vengono utilizzati anche per indicare la propria appartenenza ad una determinata corrente culturale o religiosa. In questo senso vengono indicati come accessori anche crocifissi, stelle di David o turbanti. Gli accessori che evidenziano particolarmente la griffe della casa produttrice, invece sono spesso recepiti come status symbol.